# Gorizia (1931)
«Горіція» (італ. Gorizia) — військовий корабель, важкий крейсер типу «Зара» Королівських ВМС Італії за часів Другої світової війни.

## Історія створення
Закладений 17 березня 1930 року на верфі компанії Cantiere navale fratelli Orlando в Ліворно. 28 грудня 1931 року спущений на воду. 23 грудня 1931 року увійшов до складу Королівських ВМС Італії.

## Історія служби

### Довоєнна служба
Після вступу у стрій крейсер «Горіція» ніс службу у Середземному морі.
Під час громадянської війни в Іспанії брав участь у підтримці франкістів, супроводжуючи транспорти зі зброєю та проводячи розвідку.
У квітні 1939 року крейсер брав участь в окупації Албанії.

### Друга світова війна
Першою операцією крейсера «Горіція» після вступу Італії у Друг світову війну 10 червня 1940 року було прикриття постановки мінних полів 11-12 червня. 13 червня «Горіція» та «Фіуме» були атаковані підводним човном «Одін», але торпеди пройшли повз кораблі.
До кінця червня він у складі з'єднань італійського флоту здійснив 2 виходи в море на перехоплення британської ескадри та пошуку на французьких комунікаціях, але зустрічі з кораблями противника не було.
9 липня крейсер брав участь в бою біля Пунта Стіло.
Надалі крейсер брав участь у супроводі конвоїв у Північну Африку. У вересні у складі з'єднання італійського флоту брав участь у протидії британській операції «Хетс», але зустрічі із кораблями противника не було.
27 листопада брав участь в бою біля мису Спартівенто, де здійснив 18 залпів гарматами головного калібру.
Надалі крейсер вирушив на ремонт і повернувся до складу флоту лише улітку 1941 року. Так як на той час решта важких крейсерів 1-ї дивізії загинула в бою біля мису Матапан, крейсер «Горіція» був зарахований до складу 3-ї дивізії. Крейсер брав участь у супроводі конвоїв в Північну Африку, у вересні — брав участь в операції «Гальбед».
Наприкінці листопада, коли крейсер перебув в Неаполі, він був атакований авіацією союзників. На кораблі нарахували більше 200 пробоїн, екіпаж зазнав великих втрат.
13-14 грудня «Горіція» разом з лінкором «Кайо Дуіліо», крейсерами «Раймондо Монтекукколі», «Джузеппе Гарібальді» та трьома есмінцями був у складі ближнього прикриття під час операції «M-41». Операція була припинена після того, як лінкор «Вітторіо Венето» був торпедований англійським підводним човном «Ердж».
16-17 грудня під час конвойної операції «M-42» крейсер у складі дальнього прикриття брав участь в битві у затоці Сидра, під час якої влучив у британський есмінець залпом 203-мм гармат.
3-6 грудня 1942 року крейсер брав участь в конвойній операції «M-43». 21 лютого крейсер брав участь у супроводі чергового конвою.
20 березня британці розпочали операцію «MW-10» по проводці конвою з Александрії на Мальту. На перехоплення конвою вийшла італійська ескадра, у складі якої був і крейсер «Горіція». Але італійська ескадра на чолі з лінкором «Літторіо» не змогла пробитись до конвою. Більше того, під час відходу у штормових умовах були втрачені 2 есмінці, а крейсер «Банде Нере» зазнав серйозних пошкоджень.
Надалі через паливну кризу майже весь італійський флот не проявляв активності, здійснюючи лише невеликі операції. З березня до грудня 1942 року «Горіція» брав участь лише у 2 операціях. У червні він брав участь у перехопленні конвою «Вігорос», під час якого був атакований підводним човном. У серпні виходив на перехоплення конвою «П'єдестал».
4 грудня 1942 року американська авіація атакувала італійську морську базу в Неаполі, під час якого був втрачений 1 крейсер, ще 2 були пошкоджені. Щоб уникнути подібних втрат у майбутньому, «Горіція» та «Тренто» були переведені з Мессіни на Сицилії в Ла-Маддалену на Сардинії. 10 квітня 1943 року база була атакована американською авіацією. Під час атаки був потоплений важкий крейсер «Трієсте», «Горіція» отримав важкі пошкодження внаслідок влучання 3 бомб. Корабель був відбуксирований в Ла-Спецію для ремонту.
9 вересня 1943 року, після капітуляції Італії, крейсер «Горіція» був захоплений німцями. Але вони навіть не намагались відремонтувати крейсер. 26 червня 1944 року він був потоплений групою британських та італійських бойових плавців, оскільки британське командування боялось, що німці затоплять корабель на фарватері.
У 1946 році корабель формально був виключений зі складу флоту. У 1947 році він був піднятий та розібраний на метал.